# Kamila Thompson
Kamila Thompson, vystupující jako Kami Thompson (* 1983), je anglická zpěvačka. Jejím otcem je kytarista a zpěvák Richard Thompson, matkou zpěvačka Linda Thompson. Své první EP nazvané Bad Marriage vydala roku 2010, první řadové album Love Lies následovalo o rok později. Roku 2013 založila se svým manželem, multiinstrumentalistou Jamesem Walbourne, skupinu nazvanou The Rails. Rovněž zpívala doprovodné vokály na albech své matky, jde o desky Fashionably Late (2002), Versatile Heart (2007) a Won't Be Long Now (2013). Roku 2013 nazpívala duet v podobě písně „It's Not Hard to Lose Your Way“ na albu One for the Road zpěváka Sama Sallona. Spolu s několika dalšími členy své rodiny nahrála roku 2014 album Family.

## Sólová diskografie
- Bad Marriage (EP; 2010)
- Love Lies (2011)